# EHC Dürnten Vikings
Der EHC Dürnten Vikings, gegründet 1957 als EHC Dürnten, ist ein Schweizer Eishockeyclub aus Dürnten im Kanton Zürich und spielt seit 1971 in der viertklassigen 2. Liga.

## Geschichte
Der EHC Dürnten wurde am 25. November 1957 im Restaurant Bahnhof in Dürnten gegründet und spielte zunächst auf dem eigenen Natureisfeld in Dürnten. Anfang der 1960er Jahre begann man, die Meisterschaftsspiele in Wetzikon auszutragen. Der grösste Erfolg des EHC Dürnten war der Aufstieg in die 1. Liga in der Saison 1967/68 und der Titelgewinn bei der erstmals ausgetragenen 2.-Liga-Schweizer-Meister-Runde 2018/19. In der 1. Liga konnte man sich jedoch nur eine Saison halten und spielt seit dem Abstieg in der 2. Liga. 1981–1994 und 2002–2013 spielte eine zweite Mannschaft in der 3. und 4. Liga.
2011 fusionierte der EHC Dürnten mit dem EHC Bäretswil und wurde zum EHC Dürnten Vikings. Die Fusion löste einige Turbulenzen aus, welche beinahe zum Konkurs führten. Dank dem ehemaligen Spieler und langjährigen Mitglied Urs Reiser konnte der Club schliesslich gerettet werden. Die Heimspiele finden seit der Fusion in der Eishalle Bäretswil statt. Die Eishalle befindet sich im Ortsteil Schürli, dies führt auch zur Bezeichnung Schürlihalle.

## Fans
2013 gründeten Anhänger des Vereins den Fanclub Schürlikurve 13. 2014 wurde zudem der Donatorenverein Hägar-Club gegründet, in welchem auch aktuelle und ehemalige Spieler vertreten sind.

## Bekannte Spieler
- Noël Brunner
- Roman Mordasini
- Ueli Scheidegger
- Sacha Ochsner